# Герасимович, Тадеуш
Тадеуш Герасимович (немецкий псевдоним: «Эрвин Брониковский»; 1896, Львов—1945) — поляк, сотрудник германской военной разведки, зондерфюрер К (соответствовал чину капитан германской армии).
C 1919 года — сотрудник польской разведки.
Дважды арестовывался польскими властями по обвинению в шпионских связях с германской разведкой.
С 1939 года — сотрудник немецкой разведки абвера, переводчик в отделах немецкой разведки в Варшаве и Тирасполе.
С 1941 года — в разведотделе 2-й танковой армии;
C начала 1942 года — работал инструктором по агентурной разведке в Абверкоманде-103.
До ареста был инструктором Центрального разведывательного органа при ставке германского Главного командования на Восточном фронте и помощником начальника разведшколы в Нидерзее (Восточная Пруссия).
В июле 1944 года во время инспекторской проверки в районе Барановичей захвачен сотрудниками военной контрразведки СМЕРШ. Умер в тюрьме.